# Czarne (powiat włocławski)
Czarne – wieś w Polsce, położona w województwie kujawsko-pomorskim, w powiecie włocławskim, w gminie Baruchowo.
Siedziba gromady Czarne w latach jej istnienia 1954–1959. W latach 1975–1998 Czarne należało administracyjnie do województwa włocławskiego.
Przed 2023 r. miejscowość była częścią wsi Okna.
Majątek w Czarnem należał do rodziny Kretkowskich, a pod koniec XIX wieku trafił do braci Bronisława i Zygmunta Mirosławskich. Zlecili oni wybudowanie drewnianego dworu, którego pierwsza część powstała ok. 1870 roku, a kolejne dobudówki pod koniec XIX wieku i w latach 20. XX wieku. Roślinność i ukształtowanie terenu wykorzystano do założenia parku krajobrazowego. 
Po II wojnie światowej majątek (700 ha lasów sosnowo–brzozowych oraz 60 ha gruntów ornych) rozparcelowano, zespół dworski przejęło Leśnictwo Czarne. 
W 1984 roku zespół dworski w Czarnem, obejmujący drewniany dwór i pozostałości parku (luźne skupiska starodrzewu z grupą modrzewi, a także jawory i brzozy), wpisano do rejestru zabytków (nr 160/A z 17.09.1984 roku).